# Розовка (Омский район)
Розовка — село в Омском районе Омской области России. Административный центр Розовского сельского поселения.

## География
Населённый пункт находится на юге центральной части Омской области, в лесостепной зоне, в пределах Барабинской низменности, на правом берегу Иртыша, на федеральной автотрассе А320, на расстоянии примерно 32 км (по прямой) к юго-юго-востоку (SSE) от посёлка Ростовка, административного центра района.  Абсолютная высота — 82 м над уровнем моря.

### Часовой пояс
Село Розовка, как и вся Омская область, находится в часовой зоне МСК+3. Смещение применяемого времени относительно UTC составляет +6:00.

## Население
| 2006 | 2010  |
| ---- | ----- |
| 2334 | ↘2325 |

### Гендерный состав
По данным Всероссийской переписи населения 2010 года, в гендерной структуре населения мужчины составляли 48 %, женщины — соответственно 52 %.

### Национальный состав
Согласно результатам переписи 2002 года, в национальной структуре населения русские составляли 78 % из 2157 чел.

## Улицы
| - ул. 40 лет Победы, - ул. 50 лет Победы, - ул. 50 лет Октября, - ул. Береговая, - ул. Восточная, - ул. Горького, - ул. Дальняя, - ул. Дачная, - ул. Дорожная, - пер. Дорожный, - ул. Западная, | - ул. Звёздная, - ул. Зелёная, - ул. Иртышская, - ул. Кирова, - ул. Лазо, - ул. Лесная, - ул. Маршала Жукова, - ул. Мира, - ул. Молодёжная, - ул. Набережная, - ул. Новостроевская, | - ул. Омская, - ул. П. Морозова, - ул. Парковая, - ул. Пушкина, - пер. Рабочий, - ул. Садовая, - ул. Северная, - ул. Сибирская, - ул. Совхозная, - ул. Солнечная, - ул. Спортивная, | - пер. Спортивный, - ул. Тельмана, - ул. Титова, - ул. Тюленина, - ул. Фестивальная, - ул. Цветочная, - ул. Чапаева, - ул. Черлакская, - ул. Школьная, - ул. Юбилейная, - ул. Южная. |

## Транспорт
Автодорога «Розовка — Нива» (идентификационный номер 52 ОП МЗ Н-358) длиной 8,74 км.